# Luna Vachon
Gertrude Elizabeth Vachon (12 de enero de 1962 - 27 de agosto de 2010), fue una luchadora profesional canadiense, conocida como Luna Vachon. A lo largo de sus 22 años de carrera, luchó para promociones como World Wrestling Federation (ahora WWE), Extreme Championship Wrestling, la American Wrestling Association y World Championship Wrestling. Vachon fue inducida al WWE Hall of Fame en la clase 2019.

## Carrera

### Entrenamiento e Inicios (1985-1992)
Desde niña Gertrude quería continuar con el legado de lucha de su familia. Asistiendo a los eventos de lucha que solía jugar en el ring, a menudo resultaba en entrenamiento con varias estrellas de World Wide Wrestling Federation. Su familia se opuso a que entrara en el negocio de la lucha libre y trataron de disuadirla, ya que en ese momento consideraban que la vida como luchador era demasiado dura para una mujer, incluso André The Giant de quien era cercana, también trató de disuadirla. Alrededor de los dieciséis años, comenzó a entrenar con su tía Vivian y luego con The Fabulous Moolah.
Gertrude comenzó su carrera profesional luchando para la promoción femenil de Moolah. Luego se mudó a Florida y, compitiendo con el nombre de Angelle Vachon, se convirtió en miembro de un grupo de lucha de cuatro mujeres liderado por Mad Maxine. Mientras estaba en Florida, compartió residencia con los luchadores Scott Levy (más tarde conocido como Raven) y Denny Brown. En 1985, debutó en Florida Championship Wrestling, como una joven reportera de voz suave llamada Trudy Herd, quien le estaba dando un premio a Kendall Windham, posteriormente se produjo un tumulto y Kevin Sullivan la abofeteó dos veces, esto daría pie al ángulo donde ella se vuelve loca por el trato de Sullivan y terminó por unirse al Sullivan's Army of Darkness bajo el nuevo nombre de Luna Vachon. Como parte de su gimmick, se afeitó la mitad de la cabeza, que era el primer paso para su peinado mohicano característico, y se cubrió la cara con pintura.
Vachon expresaría su inquietud acerca de algunos elementos del ángulo del satanismo. Durante su estancia en Florida, Luna luchó por primera vez contra Madusa Miceli, comenzando una larga rivalidad en el ring, y después se uniría a Winona Littleheart para formar las Daughters of Darkness, que era parte de los aliados de Sullivan. El dúo también proporcionó voces de respaldo para la banda de thrash metal, Nasty Savage. A principios de 1987, Luna y Littleheart aparecieron en la Continental Wrestling Association. Durante los siguientes tres años, Luna también viajó a Japón donde su padre (Butcher Vachon) actuó como su mánager, así como también en Puerto Rico. Vachon también luchó en Powerful Women of Wrestling (POWW) de David McLane y, durante la alianza de POWW con American Wrestling Association (AWA), participó en el único evento de pago por visión de este último, SuperClash III en diciembre de 1988, compitiendo en una batalla real. A principios de la década de los noventa, asumió la administración de The Blackhearts, una facción de enmascarados que surgió de la Stampede Wrestling de Stu Hart. El equipo estaba formado por Tom Nash, un amigo de la infancia de Luna y su entonces esposo, y David Heath, quien sería su futuro esposo, bajo los nombres de "Apocalypse" y "Destruction", respectivamente. Luna trabajó con ellos en la Tri-State Wrestling de Joel Goodhart, en Universal Wrestling Federation de Herb Abrams y finalmente en All-Japan Pro Wrestling de Giant Baba, donde el equipo se disolvió. Luna también trabajó para la Wild Women of Wrestling, como competidora, guionista y comentarista.

### World Wrestling Federation (1992-1994)
En 1992, mientras luchaba en Puerto Rico, trató de conseguirle a David Heath un trabajo en World Wrestling Federation (WWF), lo que hizo que WWF se interesara por ella. La contrataron, pero no sin algunas complicaciones. Nadie sabía exactamente dónde estaba ella; incluso su padre solo sabía que ella se quedaba en Florida. WWF en realidad contrató a un investigador privado para encontrarla. Cuando la encontraron, trabajaba de camarera en un restaurante.
La primera aparición de Luna en WWF fue en abril de 1993 en WrestleMania IX, acompañando al Campeón Intercontinental Shawn Michaels en su lucha contra Tatanka, quien estuvo acompañado por la ex-mánager de Michaels, Sensational Sherri. Después de la lucha, Luna atacó a Sherri en el ringside y más tarde en el área de primeros auxilios, comenzando una pelea viciosa entre las dos. Al mismo tiempo de que Luna y Sherri estaban enfrentándose, Bam Bam Bigelow tuvo una confrontación con esta última, esto lo llevó a ser atacado por Tatanka y los dos pelearon para que poco después Bigelow (kayfabe) anunciara que se había enamorado y presentó a Luna como su "apretón principal". También le llamó cariñosamente su "garrapata", que los aficionados combinaron con su nombre al canto "Luna-tic". A partir de ese momento, Bam Bam fue visto lanzando besos a Luna al final de sus luchas, y en su honor incluso incluyó el Lunasault, en su repertorio. Una lucha mixta entre los dos pares se planeó para SummerSlam en 1993, pero tuvo que ser cancelada porque Luna se lastimó legítimamente el brazo y luego Sherri dejó WWF. En cambio, Bigelow y The Headshrinkers pelearon y perdieron contra Tatanka y The Smokin 'Gunns. En el otoño de 1993, Bam Bam y Luna chocaron con algunos chistes prácticos de Doink the Clown, que llevaron a un combate de estilo Survivor Series en el evento homónimo de 1993, donde junto a Bam Bam, The Headshrinkers y Bastion Booger enfrentó a cuatro Doinks (en realidad eran Men on a Mission y The Bushwhackers en maquillaje de payaso). Durante este tiempo, Luna fue la causa de la disensión entre Bam Bam y su compañero Booger, quien también (kayfabe) se había enamorado de ella. En WrestleMania X, Bam Bam y Luna finalmente se vengaron de Doink al vencerlo junto a Dink en una lucha mixta.
Cuando se revivió la división femenina de WWF, la antigua rival de Luna, Madusa, que había ingresado en WWF con el nombre de Alundra Blayze, ganó el Campeonato Femenino. Luna puso sus ojos en el título y tuvo una serie de partidos con Alundra, lo que resultó en varias victorias para Blayze. Fue durante este tiempo que la relación entre Luna y Bam Bam mostró por primera vez grietas después de la interferencia en una lucha. En el verano, Luna vendió el contrato de Bam Bam a Ted DiBiase, quien estaba comenzando a construir su "Million Dollar Corporation". Luego, Luna eligió a la luchadora japonesa Bull Nakano para ganar el título femenino de Blayze, lo que eventualmente sucedió, sin embargo Vachon dejaría WWF poco después de esa lucha.
En 1994, Luna fue la primera mujer en aparecer en un videojuego de WWF, cuando a pesar de las objeciones fue incluida en WWF Raw.

### Escena Independiente y Extreme Championship Wrestling (1994–1996)
Después de WWF, Luna luchó en el circuito independiente. Por recomendación de la esposa de Kevin Sullivan, Nancy, entró a la extinta Extreme Championship Wrestling (ECW). Fue la mánager de Tommy Dreamer en el largo feudo que éste sostuvo con Raven (Scott Levy). Además luchó contra Stevie Richards en una jaula, la cual ganó.
En 1996/1997, compitió en American Wrestling Federation bajo el nombre de Ángel Baby.

### World Championship Wrestling (1997)
En 1997, Luna tuvo una corta carrera en la extinta World Championship Wrestling (WCW). Su principal feudo fue contra Madusa. Luna intervino en la lucha de Madusa contra la campeona del momento, Akira Hokuto, impidiendo que fuese campeona. Luego de eso pasaron a luchar entre sí varias veces hasta llegar al evento de 1997 Slamboree.

### World Wrestling Federation (1997-2000)
Regresó en 1997 a WWF para ser mánager de Goldust. Posteriormente, se enfrentó a varias luchadoras, tales como Ivory, Mae Young y Jacqueline, entre otras, además de acompañar al luchador Gangrel en sus peleas.

## Fallecimiento
Se cree que sufría trastorno bipolar. Vachon falleció el 27 de agosto de 2010 a la edad de 48 años. Fue encontrada muerta en la casa de su madre en Florida, alrededor de las 10:00 a. m. por causas desconocidas. Posteriormente, la autopsia reveló que Luna había fallecido producto de una "sobredosis accidental de oxicodona y benziodiazepina". Se encontraron residuos de píldoras en polvo y líneas de las mismas en varias partes de la casa de Luna.

## En lucha
- Movimientos finales
  - Lunar Eclipse[2] (Diving splash)
  - Luna Bomb[2] (Corner slingshot splash)[12]

- Movimientos de firma
  - Lunasault[13] (Diving moonsault) - 1993-2007; adoptado de Bam Bam Bigelow
  - Diving headbutt[14]
  - Scoop slam
  - Flying mare[12]
  - Charging 180° spinning facebuster[12]
  - Flowing DDT[2]
  - Sitout powerbomb
  - Swinging neckbreaker[12]
  - Snake eyes
  - Vertical suplex
  - Monkey flip[14]
  - Stomach claw[2][12]
  - Low blow

- Luchadores dirigidos
  - Bam Bam Bigelow
  - Bull Nakano
  - David Heath / Gangrel / Vampire Warrior[1]
  - Goldust
  - Oddities (Golga, Kurrgan & Giant Silva)
  - Shawn Michaels
  - Tom Nash

## Campeonatos y logros
- American Wrestling Federation
  - AWF Women's Championship (1 vez)
- Cauliflower Alley Club
  - Ladies Wrestling Award (2009)
- Great Lakes Championship Wrestling
  - GLCW Ladies Championship (1 vez)
- Ladies Major League Wrestling
  - LMLW World Championship (1 vez)
- Powerful Women of Wrestling
  - POWW Tag Team Champion (2 veces) – con Hot Rod Andie
- Sunshine Wrestling Federation
  - SWF Ladies' Championship (1 vez)
- Pro Wrestling Illustrated
  - Posición #306 en el top 500 de luchadores en solitario por PWI 500 en 1995
- United States Wrestling Association
  - USWA Women's Championship (1 vez)
- Wild Women of Wrestling
  - WWOW Television Championship (1 vez)
- Women Superstars Uncensored
  - WSU Hall of Fame (Clase del 2011)
- WWE
  - Posición #14 en el Top 25 : "Most Impactful Women's list" de la WWE[15]
  - WWE Hall of Fame (Clase del 2019) - Legacy Award
- Otros Campeonatos
  - Universal Women's Hardcore Championship[16]